# GaMeu – Zwenkau bis Gaschwitz
Die Lokomotiven Zwenkau bis Gaschwitz waren zweifachgekuppelte Tenderlokomotiven der Gaschwitz-Meuselwitzer Eisenbahn.

## Geschichte
Die vier kleinen Lokomotiven waren 1873/74 von Schichau in Elbing an die Gaschwitz-Meuselwitzer Eisenbahn geliefert worden. Sie erhielten die Namen ZWENKAU, WIPRECHT V. GROITZSCH, LUCKA und GASCHWITZ.
Nach der 1886 erfolgten Übernahme durch die Königlich Sächsischen Staatseisenbahnen wurden sie mit den Bahnnummern 742 bis 745 in die Gattung Sch VII T eingeordnet. 1892 wurden sie in 1403 bis 1406 umgezeichnet.
Verglichen mit den anderen in die Gattung VII T eingeordneten Lokomotiven fielen sie durch ihre mit 1360 mm Durchmesser relativ großen Kuppelräder auf. Außerdem hatten sie keine seitlichen Vorratsbehälter; der Wasservorrat war im Rahmen untergebracht.
In den Bestand der Deutschen Reichsbahn gelangte nur mehr die ehemalige GASCHWITZ. Sie wurde 1925 kurz nach der Umzeichnung in 98 7091 ausgemustert.